# Паксон (Аљаска)
Паксон (енгл. Paxson) насељено је место без административног статуса у америчкој савезној држави Аљаска.

## Демографија
По попису из 2010. године број становника је 40, што је 3 (-7,0%) становника мање него 2000. године.
| Група             | 2000.       | 2010.      |
| Белци             | 43 (100,0%) | 37 (92,5%) |
| Афроамериканци    | 0 (0,0%)    | 2 (5,0%)   |
| Азијати           | 0 (0,0%)    | 0 (0,0%)   |
| Хиспаноамериканци | 0 (0,0%)    | 0 (0,0%)   |
| Укупно            | 43          | 40         |